# Linxys Gold Truck
Linxys Gold Truck — гибридный малотоннажный грузовой автомобиль, выпускаемый с 2023 года китайским суббрендом Linxys.

## История и описание модели
В июне 2023 года на открытии нового бренда Linxys компании Guangxi Auto состоялась премьера первой модели — компактного фургона Gold Truck. Автомобиль имеет аэродинамически увеличенный кузов с расположенным под острым углом лобовым стеклом и приземистыми вертикальными фарами, соединёнными поперечно. В салоне имеются двухспицевое рулевое колесо и два дисплея, последовательно выполняющие функции часов и мультимедийной системы.

Спустя чуть более полугода после запуска Gold Truck в феврале 2024 года был представлен цельнометаллический полностью электрический фургон под названием Linxys Gold Van. Автомобиль имеет просторный транспортный отсек угловой формы, а также переработанную приборную панель с другим расположением приборов. Запас хода на электротяге составляет до 328 км.
- Вид сзади
- Вид спереди

### Продажи
В основном, автомобили Linxys Gold Truck продаются на внутреннем китайском рынке. Gold Truck считается бюджетной моделью, призванной позволить Guangxi Auto увеличить долю рынка и объём продаж.

### Технические характеристики
Linxys Gold Truck оснащён 1,6-литровым четырёхцилиндровым атмосферным двигателем внутреннего сгорания мощностью 163 л. с. и крутящим моментом 320 Н⋅м. В сочетании с электродвигателем расход топлива составляет около 6,5 литров на 100 км, а запас хода — 600 км.